# Giro d'Italia 1976
Il Giro d'Italia 1976, cinquantanovesima edizione della Corsa Rosa, si svolse in ventidue tappe dal 21 maggio al 12 giugno 1976, per un percorso totale di 4 162 km. La vittoria fu appannaggio dell'italiano Felice Gimondi, che completò il percorso in 119h58'15", davanti al belga Johan De Muynck e a Fausto Bertoglio. 
A 34 anni Gimondi si aggiudicò il suo terzo Giro, vincendo il duello con De Muynck nella cronometro dell'ultimo giorno, sul circuito di Arcore.  
L'edizione rimase tristemente famosa per la morte del corridore spagnolo Juan Manuel Santisteban avvenuta durante la prima semitappa del primo giorno, a Catania.
Venne trasmesso in tv dalla Rai Rete 2 e in radio da Rai Radio1.

## Regolamento

### Maglie e classifiche
il regolamento quell'anno prevedeva 4 maglie: la maglia rosa (come sempre per il migliore in classifica), la maglia ciclamino (leader della classifica a punti), la maglia verde (leader della classifica scalatori), e per la prima volta venne introdotta la maglia bianca, che premiava il miglior giovane, che venne conquistata da Alfio Vandi.

### Abbuoni
Il regolamento di quell'edizione non prevedeva alcun tipo di abbuoni.

## Tappe

Gimondi vince la tappa di Bergamo battendo allo sprint Eddy Merckx e Gianbattista Baronchelli

| Tappa  | Data      | Percorso                                    | km    | Vincitore di tappa  | Leader cl. generale |
| ------ | --------- | ------------------------------------------- | ----- | ------------------- | ------------------- |
| 1ª-1ª  | 21 maggio | Catania > Catania                           | 64    | Patrick Sercu       | Patrick Sercu       |
| 1ª-2ª  | 21 maggio | Catania > Siracusa                          | 78    | Patrick Sercu       | Patrick Sercu       |
| 2ª     | 22 maggio | Siracusa > Caltanissetta                    | 210   | Roger De Vlaeminck  | Roger De Vlaeminck  |
| 3ª     | 23 maggio | Caltanissetta > Palermo                     | 163   | Rik Van Linden      | Patrick Sercu       |
| 4ª     | 24 maggio | Cefalù > Messina                            | 192   | Francesco Moser     | Roger De Vlaeminck  |
| 5ª     | 25 maggio | Reggio Calabria > Cosenza                   | 220   | Roger De Vlaeminck  | Roger De Vlaeminck  |
| 6ª     | 26 maggio | Cosenza > Matera                            | 207   | Johan De Muynck     | Johan De Muynck     |
| 7ª     | 27 maggio | Ostuni > Ostuni (cron. individuale)         | 37    | Francesco Moser     | Francesco Moser     |
| 8ª     | 28 maggio | Selva di Fasano > Lago Laceno               | 256   | Roger De Vlaeminck  | Felice Gimondi      |
| 9ª     | 29 maggio | Bagnoli Irpino > Roccaraso-Rifugio Aremogna | 204   | Fabrizio Fabbri     | Felice Gimondi      |
| 10ª    | 30 maggio | Roccaraso > Terni                           | 203   | Patrick Sercu       | Felice Gimondi      |
| 11ª    | 31 maggio | Terni > Gabicce Mare                        | 222   | Antonio Menéndez    | Felice Gimondi      |
| 12ª    | 1º giugno | Gabicce Mare > Porretta Terme               | 215   | Sigfrido Fontanelli | Felice Gimondi      |
| 13ª    | 2 giugno  | Porretta Terme > Il Ciocco                  | 146   | Ronny De Witte      | Felice Gimondi      |
| 14ª    | 3 giugno  | Il Ciocco > Varazze                         | 227   | Francesco Moser     | Felice Gimondi      |
|        | 4 giugno  | giorno di riposo                            |       |                     |                     |
| 15ª    | 5 giugno  | Varazze > Ozegna                            | 216   | Rik Van Linden      | Felice Gimondi      |
| 16ª    | 6 giugno  | Castellamonte > Arosio                      | 258   | Roger De Vlaeminck  | Felice Gimondi      |
| 17ª    | 7 giugno  | Arosio > Verona                             | 196   | Ercole Gualazzini   | Felice Gimondi      |
| 18ª    | 8 giugno  | Verona > Longarone                          | 174   | Simone Fraccaro     | Felice Gimondi      |
| 19ª    | 9 giugno  | Longarone > Torri del Vajolet               | 132   | Andrés Gandarias    | Johan De Muynck     |
| 20ª    | 10 giugno | Vigo di Fassa > Terme di Comano             | 170   | Luciano Conati      | Johan De Muynck     |
| 21ª    | 11 giugno | Terme di Comano > Bergamo                   | 238   | Felice Gimondi      | Johan De Muynck     |
| 22ª-1ª | 12 giugno | Arcore > Arcore (cron. individuale)         | 28    | Joseph Bruyère      | Felice Gimondi      |
| 22ª-2ª | 12 giugno | Milano > Milano                             | 106   | Daniele Tinchella   | Felice Gimondi      |
| Totale | Totale    | Totale                                      | 4 162 |                     |                     |

## Squadre e corridori partecipanti
| N.    | Cod. | Squadra              |
| ----- | ---- | -------------------- |
| 1-10  | JOL  | Jollj Ceramica-Decor |
| 11-20 | BIA  | Bianchi-Campagnolo   |
| 21-30 | BRO  | Brooklyn             |
| 31-40 | VIB  | Furzi-Vibor          |
| 41-50 | GBC  | G.B.C.-TV Color-Sony |
| 51-60 | KAS  | KAS-Campagnolo       |

| N.      | Cod. | Squadra           |
| ------- | ---- | ----------------- |
| 61-70   | MAG  | Magniflex-Torpado |
| 71-80   | MOL  | Molteni           |
| 81-90   | SAN  | Sanson            |
| 91-100  | SCI  | Scic              |
| 101-110 | TEK  | Teka              |
| 111-120 | ZON  | Zonca-Santini     |

## Classifiche finali

### Classifica generale - Maglia rosa
| Pos. | Corridore                | Squadra   | Tempo      |
| ---- | ------------------------ | --------- | ---------- |
| 1    | Felice Gimondi           | Bianchi   | 119h58'15" |
| 2    | Johan De Muynck          | Brooklyn  | a 19"      |
| 3    | Fausto Bertoglio         | Jollj C.  | a 49"      |
| 4    | Francesco Moser          | Sanson    | a 1'07"    |
| 5    | Gianbattista Baronchelli | Scic      | a 1'35"    |
| 6    | Wladimiro Panizza        | Scic      | a 2'35"    |
| 7    | Alfio Vandi              | Magniflex | a 4'07"    |
| 8    | Eddy Merckx              | Molteni   | a 7'40"    |
| 9    | Walter Riccomi           | Scic      | a 8'49"    |
| 10   | Juan Pujol               | KAS       | a 8'50"    |

### Classifica a punti - Maglia ciclamino
| Pos. | Corridore       | Squadra  | Punti |
| ---- | --------------- | -------- | ----- |
| 1    | Francesco Moser | Sanson   | 272   |
| 2    | Eddy Merckx     | Molteni  | 149   |
| 3    | Felice Gimondi  | Bianchi  | 143   |
| 4    | Pierino Gavazzi | Jollj C. | 122   |
| 5    | Enrico Paolini  | Scic     | 110   |

### Classifica scalatori - Maglia verde
| Pos. | Corridore         | Squadra | Punti |
| ---- | ----------------- | ------- | ----- |
| 1    | Andrés Oliva      | KAS     | 535   |
| 2    | Andrés Gandarias  | Teka    | 390   |
| 3    | Francesco Moser   | Sanson  | 270   |
| 4    | Fabrizio Fabbri   | Bianchi | 210   |
| 5    | Wladimiro Panizza | Scic    | 195   |

### Classifica giovani - Maglia bianca
| Pos. | Corridore        | Squadra   | Tempo      |
| ---- | ---------------- | --------- | ---------- |
| 1    | Alfio Vandi      | Magniflex | 120h02'22" |
| 2    | Juan Pujol       | KAS       | a 4'43"    |
| 3    | Ruggero Gialdini | Magniflex | a 32'32"   |